# 米格尔·安赫尔·罗德里格斯
米格尔·安赫尔·罗德里格斯·埃切维里亚（西班牙語：Miguel Ángel Rodríguez Echeverría，1940年1月9日—），是哥斯达黎加经济学家、商人和政治家。他从1998年到2002年担任哥斯达黎加总统，2004年6月出任美洲国家组织(OAS)秘书长。由于面临国内的一系列腐败指控，2004年10月15日，罗德里格斯辞去秘书长职务。由美国回国后，即被逮捕。审讯结束后，他被送回了自己的住所接受软禁。

## 生平
罗德里格斯出生于哥斯达黎加首都圣何塞，他曾在哥斯达黎加大学学习法律和经济，并获得美国伯克利加州大学经济学博士学位。1960年代晚期，他步入政坛，出任何塞·华金·特雷霍斯·费尔南德斯总统的经济顾问。
1966年至1970年，他历任全国计划部长、总统府部长和中央银行行长。1974－1987年，担任哥农业开发控股投资公司董事会主席和首席执行官，1990年，他当选为全国议会议员并于同年被选为议长。1994年，罗德里格斯作为基督教社会团结党(PUSC)候选人参加大选，败给了民族解放党候选人何塞·玛丽亚·菲格雷斯。在1998年2月1日举行的全国大选中，罗德里格斯再次作为基督教社会团结党候选人参加竞选，战胜民族解放党候选人何塞·米格尔·科拉莱斯，当选为哥斯达黎加第五十任总统，2002年卸任。
2004年6月7日在基多举行的美洲国家组织第34届大会上，罗德里格斯被一致推选为该组织新秘书长，接替现任秘书长哥伦比亚前总统加维里亚的职务。10月因多次收受贿赂而宣布辞职，15日由华盛顿回到圣何塞接受司法部门对他的调查。哥斯达黎加司法部门当即在机场逮捕了罗德里格斯。首先被软禁在家，二个星期以后之下在监狱，等待进一步的调查。基督教社会团结党宣布开除他的党籍。